# La psique (Morisot)
La psique (título original en francés: La Psyché), es una obra de la pintora impresionista francesa Berthe Morisot (1841-1895) de 1876, un óleo sobre lienzo, de 65 x 54 cm. En la obra vincula el tema de una mujer arreglándose en su toilette con el motivo mítico de Psique. La obra es propiedad del Museo Thyssen-Bornemisza de Madrid.

## Contexto
Las mujeres arreglándose en su tocador eran tema frecuente de las pinturas de Morisot en ese momento. De los ocho cuadros que realizó en 1876, cuatro tenían ese tema, entre ellos La psique que junto a Mujer joven empolvándose el rostro expuso en la Tercera Exposición Impresionista de 1877. Mujer joven empolvándose el rostro fue adquirida durante la exposición por el coleccionista y mecenas Ernest Hoschedé. Cuando más tarde se subastó, Mary Cassatt compró la obra, quien sintió una gran afinidad con los temas y el estilo de Morisot.

## Descripción
La psique de Morisot muestra a una joven mirándose en un gran espejo de pie. Este tipo de espejo de tocador sobre un bastidor que permitía abatirlo hacia arriba o abajo como el de la pintura se llama psyché en francés. Aquí se coloca entre dos ventanas y toda la escena está bañada de luz matutina. La joven está completamente absorta en la contemplación de sí misma. Aún en ropa interior, parece estar vistiéndose, abrochando un cierre en la parte posterior de su enagua, calculando para la colocación del corsé, una manga de la camiseta se ha deslizado del hombro.
Como siempre, Morisot aplica las pinceladas con mucha holgura. Rayas y motas dibujan el patrón de la alfombra granate que cubre el suelo. Los muebles, el espejo y el sofá de la derecha tapizado a juego con las cortinas, están notablemente desenfocados. El gran espejo de marco alto, recortado por la parte superior del cuadro, muestra con su reflejo un cuadro dentro de un cuadro, por así decirlo, una vaguedad que recuerda a las bailarinas de Edgar Degas.
El elegante espejo abatible estilo Luis XVI es el que se encontraba en el dormitorio de la propia pintora en su casa de Passy, que heredó su hija Julie y después pasó a la colección del Museo Marmottan. El museo parisino lo prestó al Thyssen Bornemisza en 2012 para ser exhibido junto a este cuadro en el que aparece.

## Psique
Al otorgarle el título de La psique, Morisot permitió que su pintura trascendiera la descripción puramente objetiva. El título es también una referencia al mito de Psique y Cupido. Psique era tan hermosa que temía que nadie se atreviera a casarse con ella. Sin embargo, los dioses la habían predestinado para un dios inmortal, que resulta ser Cupido, pero a quien no se le permitió ver por ser mortal. Sin embargo, cuando ella trató de verlo en secreto, los dioses prohibieron la unión. Después de una serie de pruebas impuestas por una Venus celosa, cayó en un sueño diabólico. Al final, sin embargo, Cupido, que se había enamorado, pudo casarse con ella. Cuando la tocó con sus flechas, ella sufrió una metamorfosis y fue llevada al reino de los inmortales.

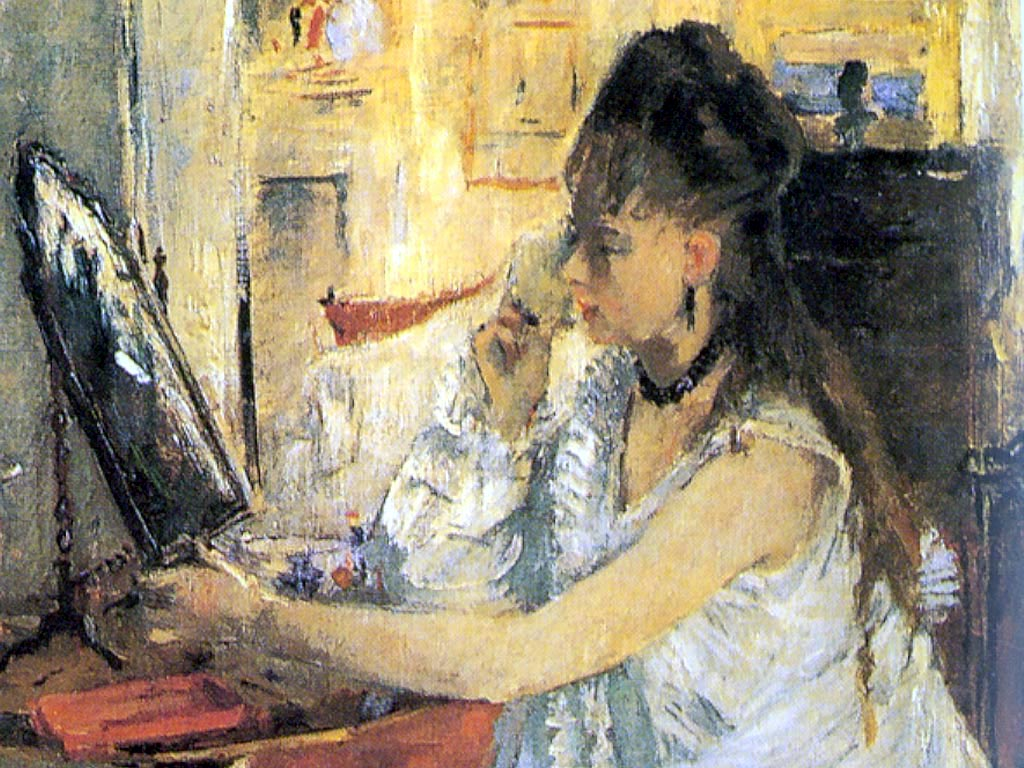
Mujer joven empolvándose el rostro, exhibido con La psique, comprado por Mary Cassatt.

El símbolo de Psique y su metamorfosis era la mariposa, simbolizando el alma inmortal pero también inmutable, pasando de una forma a otra. En el siglo XIX, el símbolo también se representaba a menudo como una mujer joven con alas de mariposa, algo que se puede ver sugerido en la pintura de Morisot en la posición de los brazos de la figura de perfil.

## Boda
A primera vista, la conexión entre la pintura de Morisot y el mito de Psique parece descabellada. La mujer representada en realidad no parece la figura de la mitología griega. Tampoco hay rastro de Cupido. Sin embargo, en el momento en que se pintó la obra, la imagen estaba estrechamente asociada con la autora. Morisot se había casado con Eugène Manet, hermano menor del pintor Édouard Manet, en 1874. Acababa de entrar en una nueva etapa en su vida, e intentó con todas sus fuerzas unir la existencia de esposa y luego de madre con la de artista, lo que le costó mucho esfuerzo.
Como en muchas de sus obras, Morisot intenta llegar a la 'psique' femenina más profunda en su obra. Estaba convencida de que las mujeres artistas podían hacer esto mejor que los hombres. En 1890 escribió en su diario: "La verdad es que nuestra fuerza está en el sentimiento, en la intuición, en nuestra mirada, que es más sutil que la de los hombres. Podemos calcular algo, si no lo estropeamos todo con pretensiones, pedantería y sentimentalismo. Me gustaría seguir trabajando hasta que me muera. Ojalá los demás no me lo pusieran tan difícil."
La historiadora del arte Whitney Chadwick escribió sobre La psique en 1990: “pinturas como estas normalmente apelan a la asociación convencional entre mujeres y espejos y a la noción de que la vanidad es 'propia' para ello. La pintura de Morisot, por otro lado, puede considerarse como un retrato audaz, emancipador y empático de la autoconciencia femenina y la sexualidad femenina emergente para su época."